# 6710 Апостел
6710 Апостел (1989 GF4, 1990 RZ8, 6710 Apostel) — астероїд головного поясу, відкритий 3 квітня 1989 року.
Тіссеранів параметр щодо Юпітера — 3,279.